# Prospero Caterini

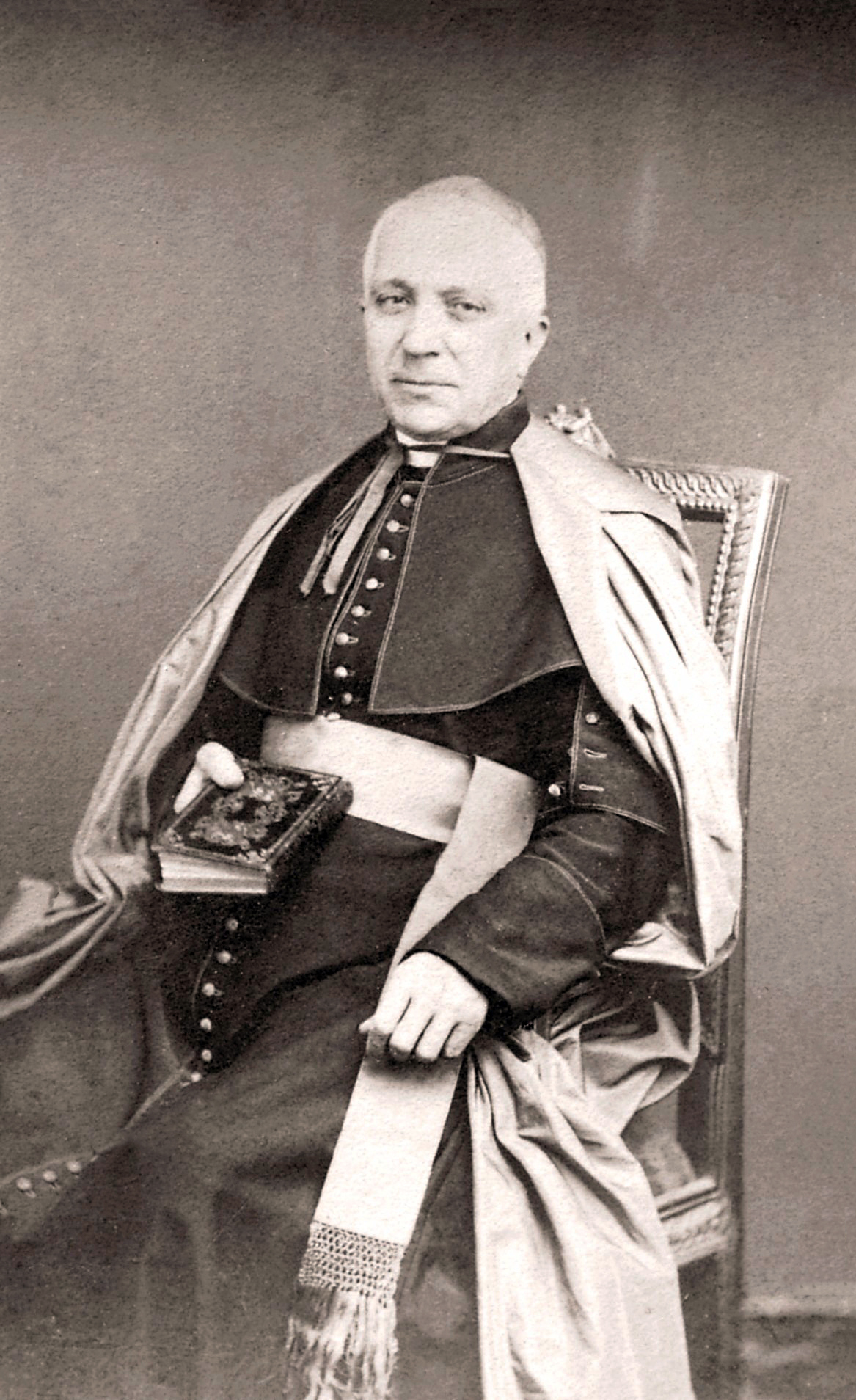
Kardinal Prospero Caterini (nach 1853)

Prospero Caterini (* 15. Oktober 1795 in Onano bei Viterbo; † 28. Oktober 1881 in Rom) war ein Kurienkardinal der katholischen Kirche.

## Leben
Prospero Caterini stammte von einer Adelsfamilie ab und war über seine Mutter Maria Domenica Pacelli auch mit dem späteren Papst Pius XII. verwandt. Er studierte in Rom. Über das Datum der Priesterweihe und seine frühen Tätigkeiten ist nichts bekannt. 1841 wurde er Auditor Seiner Heiligkeit, im November 1845 dann Kanoniker und Mitarbeiter des Heiligen Offiziums.
Papst Pius IX. erhob ihn im Konsistorium vom 7. März 1853 zur Kardinalswürde. Kurz darauf erhielt er die Ernennung zum Kardinaldiakon von Santa Maria della Scala und wurde bald Mitglied verschiedener Kongregationen, unter anderem der Kongregation De Propaganda Fide. Schon seit 1852 gehörte er zudem einer Kommission an, die die Verurteilung der „wichtigsten Irrtümer unserer Zeit“, wie Pius IX. es nannte, erarbeitete. Von 1860 bis 1881 war Caterini Präfekt der Konzilskongregation. 1867 wurde er zudem Präsident der Kardinalskommission, die die Vorbereitungen für das Erste Vatikanische Konzil traf. In dieser Eigenschaft nahm er zwei Jahre später am Konzil teil. Das Ende des Kirchenstaates 1870 traf ihn besonders, da er ein Gegner des geeinten Italiens war.
Ab 1876 war Caterini Kardinalprotodiakon und erhielt im Dezember die Titeldiakonie von Santa Maria in Via Lata, kurz darauf wurde er als Sekretär des Heiligen Offiziums auch für Glaubensfragen zuständig. Als einer der ältesten Kardinäle nahm der 83-jährige Caterini nach dem Tod Pius’ IX. am Konklave 1878 teil. In seiner Eigenschaft als Kardinalprotodiakon verkündete er der Öffentlichkeit die Wahl Leos XIII., doch konnte er den neuen Papst nicht krönen, da ihn eine Krankheit ereilte. Drei Jahre später starb er im Alter von 86 Jahren in Rom.

## Positionen
Prospero Caterini war ein sehr konservativ ausgerichteter Kardinal. Er gehörte zu den stärksten Befürwortern der päpstlichen Unfehlbarkeit und war unnachgiebig gegenüber liberalen Tendenzen. Caterini blockierte auch jeden Versöhnungsversuch zwischen Pius IX. und dem Staat Italien. Durch diese Haltung war er 1848 gezwungen gewesen, gemeinsam mit dem Papst ins Exil nach Gaeta zu gehen. Erst 1850 konnte Caterini nach Rom zurückkehren.